# Філонов Олег Вадимович
Олег Вадимович Філонов (нар. 22 липня 2004) — український футболіст, півзахисник юнацької команди «Маріуполя».

## Життєпис
У ДЮФЛУ з 2017 по 2020 рік виступав за «Маріуполь».
Восени 2020 року переведений до юнацької команди «Маріуполя», де здебільшого й виступав. Також у сезоні 2020/21 років встиг дебютувати за молодіжну команду «приазовців». У футболці «Маріуполя» дебютував 18 вересня 2021 року в програному (0:5) домашньому поєдинку 8-го туру Прем'єр-ліги України проти донецького «Шахтаря». Олег вийшов на поле на 67-ій хвилині, замінивши Микиту Петермана.